# Montalegre
Montalegre est une municipalité (en portugais : concelho ou município) du Portugal, située dans le district de Vila Real et la région Nord.
À l'altitude de 966 m, les vieilles maisons à toit rouge de Montalegre entoure l'enceinte d'un château du XIVe siècle, à demi ruiné, dans un joli site. Du pied du donjon, le château domine le plateau montagneux et sauvage traversé par le Cavado et l'on aperçoit au nord-est la serra do Larouco où ce fleuve prend sa source.
C’est la municipalité, qui a la plus grande superficie du district de Vila Real.

## Géographie
La ville de Montalegre est située à 1 000 mètres d'altitude.
La municipalité est limitrophe :
- au nord, de l'Espagne,
- à l'est, de Chaves,
- au sud-est, de Boticas,
- au sud, de Cabeceiras de Basto,
- au sud-ouest, de Vieira do Minho,
- à l'ouest, de Terras de Bouro.

## Démographie (Municipalité)
| 1801   | 1849  | 1900   | 1930   | 1960   | 1981   | 1991   | 2010   | 2013    |
| ------ | ----- | ------ | ------ | ------ | ------ | ------ | ------ | ------- |
| 18 072 | 9 794 | 20 732 | 21 158 | 32 728 | 19 403 | 15 464 | 27 290 | 300 500 |

## Démographie (Ville)
| Nombre d’habitants | Nombre d’habitants | Nombre d’habitants | Nombre d’habitants | Nombre d’habitants | Nombre d’habitants | Nombre d’habitants | Nombre d’habitants | Nombre d’habitants | Nombre d’habitants | Nombre d’habitants | Nombre d’habitants | Nombre d’habitants | Nombre d’habitants | Nombre d’habitants |
| 1864               | 1878               | 1890               | 1900               | 1911               | 1920               | 1930               | 1940               | 1950               | 1960               | 1970               | 1981               | 1991               | 2001               | 2011               |
| ------------------ | ------------------ | ------------------ | ------------------ | ------------------ | ------------------ | ------------------ | ------------------ | ------------------ | ------------------ | ------------------ | ------------------ | ------------------ | ------------------ | ------------------ |
| 18 539             | 19 939             | 19 702             | 20 731             | 22 066             | 20 065             | 21 158             | 24 572             | 29 724             | 32 728             | 22 925             | 19 403             | 15 464             | 12 762             | 10 537             |

## Divers
Environ un quart de la superficie de la municipalité de Montalegre fait partie du parc national de Peneda-Gerês, seul parc de ce type au Portugal, et en constitue la majeure partie quant à la superficie.

## Subdivisions
La municipalité de Montalegre groupe 35 paroisses (freguesia, en portugais) :
- Cabril
- Cambeses do Rio / (Frades do Rio)
- Cervos
- Chã
- Contim
- Covelães
- Covelo do Gerês
- Donões
- Ferral
- Fervidelas
- Fiães do Rio
- Gralhas
- Meixedo
- Meixide
- Montalegre
- Morgade
- Mourilhe
- Negrões
- Outeiro
- Padornelos
- Padroso
- Paradela
- Pitões das Júnias
- Pondras
- Reigoso
- Sabuzedo
- Salto
- Santo André
- Sarraquinhos
- Sendim
- Sezelhe
- Solveira
- Tourém
- Venda Nova
- Viade de Baixo
- Vila da Ponte
- Vilar de Perdizes
- Zebral

Sabuzedo